# Marilu
Marilu (Rio de Janeiro, 8 de outubro de 1918), cujo nome verdadeiro era Maria de Lourdes Mello, foi uma cantora brasileira, cujo estilo incorpora o samba e às vezes MPB, tendo sucesso na década de 1940, que posteriormente ficara esquecida no cenário musical, pelo fato de morar fora do Brasil.
Sua carreira teve início em 1937, na Rádio Educadora, apresentado por Manoel Monteiro. Pela gravadora Victor, estreou em disco em 1940, com o samba-choro "Meu Mulato e Meu Cenário", de Jardel Noronha. Passou a morar na Argentina por um tempo, que posteriormente foi contratada pela Rádio El Mundo, de Buenos Aires. Retornou ao Brasil em 1946 realizando uma temporada na Rádio Globo.
Considerada uma das campeãs de vendagem de discos na década de 1945, ela emplacou sucessos como, "Por Favor, Não Vá", de Vicente Paiva e Darcy de Oliveira e "Maria Perigosa", de Ari Monteiro e José Maria de Souza e Silva.
Além de cantora, também atuou no cinema, com participação no filme Laranja da China (1940), dirigido por Ruy Costa, cantando "Joujoux e Balangandãs", composta por Lamartine Babo.

### Sucessos musicais
Um de seus grandes sucessos musicais foi "Galinha verde", uma marchinha de carnaval anti-integralista composta e gravada em 1942. Naquele ano o Brasil se envolveu definitivamente na Segunda Guerra mundial ao lado dos aliados, se tornando inimigo do Eixo. A canção foi lançada no período de carnaval de 1943 . A letra faz escárnio dos membros da então extinta Ação Integralista Brasileira, vistos naquele contexto como eventuais braço-direito dos nazistas no Brasil, isto é, colaboradores, quinta-colunas.  

Galinha verde não me entra no poleiro / Diz o meu galo, que é o dono do terreiro / O papagaio já me pede por favor / Me leva ao tintureiro que eu quero mudar de cor / Me leva ao tintureiro que eu quero mudar de cor
De manhã cedo quando eu chego no quintal / Até tenho medo, é um barulho infernal / Meu papagaio comprei lá na Pavuna / Mas o galo cisma que ele é quinta-coluna /O galo cisma que ele é quinta coluna 

### Tentativa de suicídio e morte
Marilú faleceu no ano de 1943, aos 20 anos de idade, vítima de queimaduras em seu corpo após uma suposta tentativa de suicídio. A cantora residia com sua família em Madureira, rua Nilo Romero, n.º 26, na cidade do Rio de Janeiro. No dia 14 de fevereiro de 1943, teria conversado com os familiares sem demonstrar aborrecimento. Posteriormente, trancou-se no quarto e teria jogado álcool em suas vestes, depois ateando fogo. Poucos minutos depois, saiu correndo pela casa e seu pai, Manoel Pereira Melo, tentou lhe acudir e acabou também sofrendo queimaduras de 1º e 2º grau no peito e braço. Marilu na ocasião foi hospitalizada no hospital Carlos Chagas. Sofreu queimaduras de 1º, 2º e 3º graus no rosto, pescoço, abdômen e pernas. Seu estado de saúde era gravíssimo e existiam poucas esperanças de que sua vida pudesse ser salva. Autoridades foram incumbidas de investigar as razões que levaram àquela atitude da cantora .
Marilú não suportou as feridas e veio a falecer nas primeiras horas da madrugada do dia 16 de fevereiro de 1943. O velório ocorreu no dia 17 de fevereiro e o sepultamento se deu no cemitério do Irajá, quadra 21, sepultura 11.490. Nas palavras do jornal A Noite, "Os funerais foram assistidos por inúmeros colegas de Marilú Mello, que desaparece muito jovem ainda. Além da família da extinta e seus companheiros de profissão, havia entre os presentes admiradores da cantora e curiosos, que encheram a necrópole. Sobre a campa [túmulo] ficaram muitas coroas e palmas de flores naturais, última homenagem prestada a Marilú Mello"
1. 1 2 3  «Biografia no Cravo Albin». dicionariompb.com.br. Consultado em 23 de dezembro de 2014
2. ↑  «Marilu, biografia com foto». Cantoras do Brasil. Consultado em 23 de dezembro de 2014
3. ↑  «Galinha verde»
4. ↑  «Galinha Verde (letra)»
5. ↑  «Marilú Mello tentou suicidar-se. É grave o estado da jovem cantora de rádio.». A Noite (Ano XXXII, n.º 11.141): p. 01 e 03. 15 de fevereiro de 1943. Consultado em 12 de novembro de 2024
6. ↑  «Morreu Marilú Mello. O suicídio da cantora de rádio.». A Noite (Ano XXXII, n.º 11.142): p. 01 e 03. 16 de fevereiro de 1943. Consultado em 12 de novembro de 2024
7. ↑  «Os funerais de Marilú. Repleta a necrópole.». A Noite (Ano XXXII, n.º 11.143): p. 01 e 03. 17 de fevereiro de 1943. Consultado em 12 de novembro de 2024